# Diphyscium elmeri
Diphyscium elmeri là một loài rêu trong họ Buxbaumiaceae. Loài này được Broth. Broth. mô tả khoa học đầu tiên năm 1925.